# Thwaitesia inaurata
Thwaitesia inaurata là một loài nhện trong họ Theridiidae.
Loài này thuộc chi Thwaitesia. Thwaitesia inaurata được miêu tả năm 1863 bởi Vinson.